# توفيق سالي
توفيق سالي (بالإنجليزية: Tawfeeq Salie)‏ (21 يوليو 1991 بكيب تاون في جنوب أفريقيا - ) هو لاعب كرة قدم جنوب أفريقي في مركز حراسة المرمى. لعب مع أياكس كيب تاون وماريتزبرغ يونايتد ‏ وAll Stars F.C. (South Africa) ‏ وVasco da Gama F.C. ‏.

## روابط خارجية
- توفيق سالي على موقع قاعدة بيانات كرة القدم.إي يو (الإنجليزية)
- توفيق سالي على موقع Soccerway.com (الإنجليزية)